# Carta de població de Cardona
La carta de població de Cardona, va ser atorgada el 23 d'abril de 986 pel comte de Barcelona Borrell II als habitants del terme del castell de Cardona. És escrita en llatí i concedia seguretat a persones i béns, confirmant i ampliant les franqueses atorgades pels anteriors comtes de Barcelona Guifré I i Miró I, llevat de l'amnistia penal. Situava els habitants sota el patronatge del vescomte Ermemir, i els concedia el dret de resistència armada contra els enemics. A més, promovia un seguit de beneficis econòmics, tot oferint protecció oficial al mercat públic, permetent la negociació amb moneda legal, confirmant exempcions fiscals i dotant la col·lectivitat de recursos propis, com el quart del teloneu i la sal dels dijous. Aquest principi de règim públic s'establia segons la llei canònica i civil visigòtica.
La carta de població de Cardona presenta una solemnitat formal, una amplitud extraordinària i una singularitat en el seu contingut jurídic que la distingeixen notòriament d'altres privilegis coetanis de repoblació i franquesa, més reduïts en la seva extensió i més limitats a fixar una població agrària. La carta cardonina s'inscriu en el grup més elaborat que J.M. Font i Rius ha qualificat com a estatut primari de la vida jurídica local, ben destacada d'altres tipus d'instruments de repoblació.
Aquest fet erigeix la carta de població de Cardona en un dels documents més importants de la Catalunya medieval per la seva significació històrica, amb interès a nivell català i peninsular.
Va ser restaurada l'any 1995 pel laboratori de restauració de l'Arxiu Nacional de Catalunya. La intervenció va tornar el pergamí a l'estat més proper a l'original, i va eliminar antigues intervencions realitzades al segle xviii.